# Kragenurne
Kragenurnen (englisch Collared urns) sind eine Erscheinung der frühen und mittleren Bronzezeit auf den Britischen Inseln. Die beiden Hauptformen sind der zweifach und der dreifach geknickte Körper. Obwohl es dabei eine große Formenvielfalt gibt, sind die grundlegenden Charaktere der Urne eine kleine Basis, ein konischer Körper, und ein schwerer überhängender Rand (der Kragen) der in der Regel mit eingeritzter oder eingedrückter Dekoration versehen ist. Ihr folgt die Kordonurne.
Die meisten Urnen wurden in Gruben gefunden, einige in Steinkisten. Sie zeigen eine Präferenz für Flachgräberfriedhöfe; wenige sind in Hügeln gefunden worden. Der Ursprung der Kragenurnen liegt vielleicht in dem „Fengate Typ“ der mittelneolithischen britischen Peterborough Ware. Kragenurnen erscheinen um 2000 v. Chr. und werden noch vor 1500 v. Chr. von Urnen mit kontinentaler Affinität ersetzt. Ian Longworth, der alle bekannten Urnen dieses Typs untersuchte, erkennt eine typologische Zweiteilung bei der zeitlichen Entwicklung. In Irland ist die Urne nur in der Osthälfte der Insel vertreten und dort hauptsächlich in Ulster.